# Achlys triphylla
Achlys triphylla ist eine Pflanzenart aus der Gattung Achlys innerhalb der Berberitzengewächse (Berberidaceae). Sie ist in den Gebirgen an der Westküste Nordamerikas heimisch. Sie ist im Englischen bekannt als Sweet after death, Deer-foot oder Vanilla-leaf. 

## Beschreibung

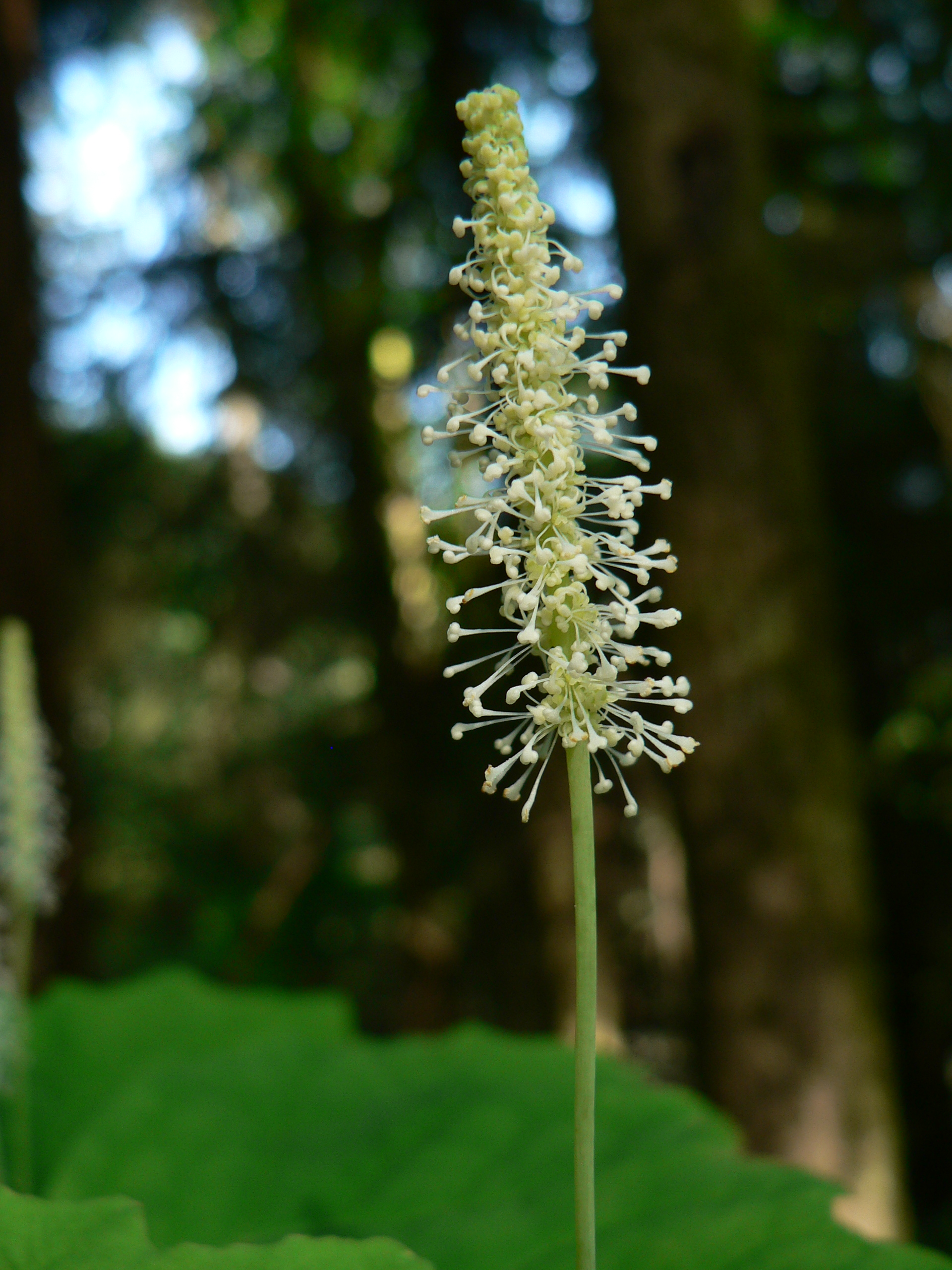
Achlys triphylla Blütenstand

Achlys triphylla ist eine kahle, krautige Pflanze von bis zu 40 Zentimetern Höhe. Sie hat dreizählige und langstielige Laubblätter und kleine weiße Blüten. Die sitzenden, ganzrandigen, bis etwa 10 Zentimeter langen Blättchen sind fächerförmig und grob abgerundet gezähnt bis gelappt. Achlys triphylla ist vor allem für den Vanillegeruch seiner getrockneten Blätter bekannt.
Die zwittrigen Blüten ohne Blütenhülle stehen in einem kurzen, und endständigen, ährigen Blütenstand. Die Staubblätter sind vorstehend. Der Fruchtknoten mit sitzender Narbe ist oberständig.
Die kleinen und nierenförmigen Früchte (Achänen, Balgfrüchte) sind bräunlich.

## Verbreitung
Achlys triphylla kommt im Kaskadengebirge und in den Küstengebirgen der nordamerikanischen Pazifikküste von British Columbia über Washington und Oregon bis ins nördliche Kalifornien vor. Sie wächst in Höhenlagen bis zu 1.500 Metern (5.000 ft).

## Taxonomie
Zu Achlys triphylla (Sm.) DC. ist ein Synonym bekannt, Leontice triphylla Sm.

## Nutzung in der traditionellen Medizin
Verschiedene Stämme von Indianern an der nordwestlichen Pazifikküste Nordamerikas nutzen die Blätter für ein Aufgussgetränk bei Tuberkulose. Ein Lummi berichtete, dass die ganze Pflanze zerquetscht und in Wasser eingeweicht wurde, um sie als Brechmittel zu nutzen. Getrocknete Blätter wurden auch als Insektenschutz verwendet.